# John Edward Heys

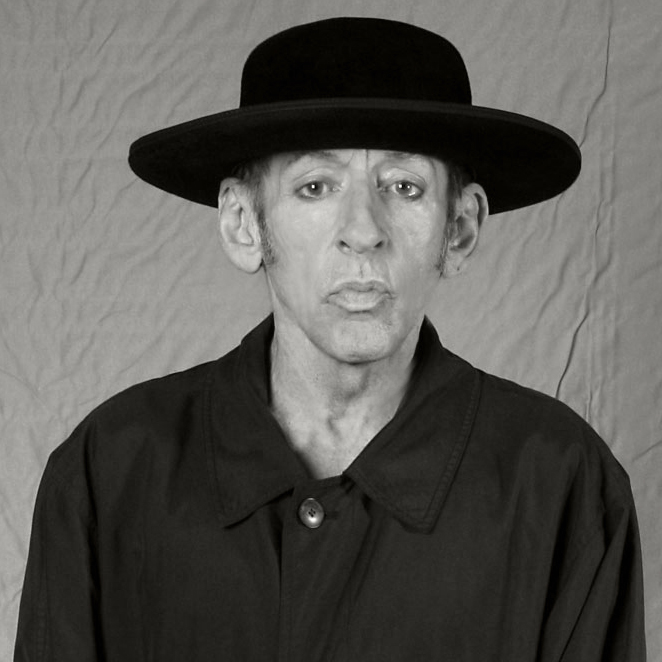
John Edward Heys (2013)

John Edward Heys (* 24. April 1954 in New Jersey) ist ein US-amerikanischer Schauspieler und Regisseur.

## Leben
Er wurde in New Jersey geboren und zog nach dem Tod seiner Eltern nach Miami Shores in Florida zur Familie seiner Mutter. Nach Abschluss seines Master Degree am dortigen College zog er 1967 nach New York City. Hier wurde er in der alternativen Kultur und der Schwulenszene im East Village und West Village aktiv. 1969 gründete er die zweiwöchentlich erscheinende Zeitung Gay Power und war bis 1970 deren Herausgeber für die ersten 24 Ausgaben. Zu den Gestaltern der Titelseiten gehörte unter anderem Robert Mapplethorpe. Inhaltlich umfasste die Zeitschrift Kunst, Erotik und ein breites Spektrum von Artikeln von konservativen und radikalen Vertretern der damaligen Schwulen- und Lesbenszene der USA. Zu den Illustratoren gehörte auch Touko Laaksonen, besser bekannt als Tom of Finland.
Er konzipierte eine Reihe von One-Man-Shows und spielte in Theaterstücken gemeinsam mit Cookie Mueller, H.M. Koutoukis und Charles Ludlam. John Edward Heys wurde von einer Reihe verschiedener Künstler porträtiert, darunter finden sich zahlreiche fotografische Aufnahmen von Peter Hujar sowie Aquarelle von Francesco Clemente. In Berlin stand John Edward Heys in engem Kontakt zu Charlotte von Mahlsdorf, zur Künstlergruppe Die Tödliche Doris und zum Schwulenaktivisten Napoleon Seyfarth. Seine Filme wurden auf zahlreichen Festivals gezeigt.
Heys lebt in Berlin.

## Film und Theater (Auswahl)
| - The Moroccan Bride, 1987 - Golden Earrings, 2000 - Alarm, 2001 - Charlotte in Schweden, 2002 - Cooch Dance, 2008 - The La Ronde Superclub, 2008 - Das Ende des Schweins ist der Anfang der Wurst, 2009, Dokumentarfilm über Napoleon Seyfarth - Charlotte, 2009 Filmed & edited by Fernando Küntzel - Warum Madam Warum, 2011, Kurzfilm mit Zazie de Paris - A Lazy Summer Afternoon with Mario Montez, 2011, mit Mario Montez - The Actress, 2013, Kurzfilm mit Zazie de Paris - Madame Arthur, 2015, Kurzfilm mit Zazie de Paris - THE LIFT. 2018 - WHERE ARE MY DENTURES? 2019 - STROLL. 2021 - Le Bourgeois Avant Garde, 1982 - Galas, 1983 - Sounds in The Distance, 1984, von David Wojnarowicz - Salammbo, 1985, von Charles Ludlam - The Roman Polanski Story, gemeinsam mit Cookie Mueller - Die menschliche Stimme, mit Alba Clemente - Homage to Diana Vreeland - The Woman with Pearls | - Berlinale Panorama, Berlin 2009 - 56. Internationale Kurzfilmtage, Oberhausen 2010 - Oslo Gay and Lesbian Film Festival, Oslo 2011, - LLAMALEH – Uruguay International Film Festival of Sexual and Gender Diversity, Montevideo 2011 - Paris Gay, Lesbian, Trans Film Festival – Chéries-Chéris, Paris 2011 - The Barcelona International Gay and Lesbian Film Festival, Barcelona 2011 - Annual Pink Screens, Brüssel 2011 - Berlinale Panorama, 2012 - Rio Festival Gay de Cinema, Rio de Janeiro 2012 - OutView Film Festival, Athen 2012 - Künstlerhaus Mousonturm, Frankfurt am Main 2012 |